# Lock and Key (låt)
Lock and Key är en låt av det kanadensiska progressiv rock-bandet Rush. Den släpptes som singel och återfinns på albumet Hold Your Fire, utgivet 1987.
"Lock and Key" spelades 80 gånger av Rush live. Rush spelade den endast på Hold Your Fire-turnén.